# Dujie
Dujie (kinesiska: 都结乡, 都结) är en socken i Kina. Den ligger i den autonoma regionen Guangxi, i den södra delen av landet, omkring 96 kilometer nordväst om regionhuvudstaden Nanning. Antalet invånare är 27618. Befolkningen består av 13 554 kvinnor och 14 064 män. Barn under 15 år utgör 24,0 %, vuxna 15-64 år 62 %, och äldre över 65 år 13,0 %.
Genomsnittlig årsnederbörd är 1 705 millimeter. Den regnigaste månaden är juli, med i genomsnitt 293 mm nederbörd, och den torraste är februari, med 32 mm nederbörd.